# Yoshihiro Nakano
Yoshihiro Nakano (født 24. februar 1993) er en japansk fodboldspiller.
Han har spillet for flere forskellige klubber i sin karriere, herunder Kawasaki Frontale og Vegalta Sendai.